# Jose Zepeda
Jose Zepeda (ur. 24 maja 1989 w Long Beach w Kalifornii) – amerykański bokser  pochodzenia meksykańskiego wagi półśredniej.

## Kariera amatorska
Zepeda zakończył amatorską karierę, notując rekord: 15 zwycięstw, 1 porażkę.

## Kariera zawodowa
Jose, boksujący w dość niekonwencjonalny sposób, w czasie walki zmieniając styl, a nawet pozycję, rozpoczął zawodową karierę w 2009 roku. W grudniu 2010 roku Jose rozpoczął współpracę z  Robertem Alcazar, trenerem byłego mistrza świata Oscara De La Hoyi. Przez pierwsze trzy lata stoczył czternaście walk – wszystkie zakończone zwycięstwem w tym 12 przez nokaut.
13 lipca 2013 w Tijuana w Meksyku, Jose wygrał przez techniczny nokaut w 3 rundzie z Meksykanina Ricarda Domingueza.
8 listopada 2014 w Monterrey w Meksyku, wygrał przez nokaut w pierwszej rundzie z reprezentantem Dominikany Victorem Manuelem Cayo.
17 stycznia 2015 w Port Hueneme w Kalifornii, Zepeda pokonał przez nokaut w drugiej rundzie Portorykańczyka Orlando Vazqueza.

## Lista walk zawodowych
| Wynik      | Rekord | Przeciwnik              | Rozstrzygnięcie | Runda  | Data                 | Miejsce                                                           | Uwagi           |
| ---------- | ------ | ----------------------- | --------------- | ------ | -------------------- | ----------------------------------------------------------------- | --------------- |
| Zwycięstwo | 22-0   | Orlando Vazquez         | KO              | 2 (8)  | 17 stycznia 2015     | Oceanview Pavilion, Port Hueneme, Kalifornia                      |                 |
| Zwycięstwo | 21-0   | Victor Manuel Cayo      | KO              | 1 (10) | 8 listopada 2014     | Gimnasio Nuevo León, Monterrey, Nuevo León, Meksyk                |                 |
| Zwycięstwo | 20-0   | Adrian Rodriguez Garza  | KO              | 3 (8)  | 9 sierpnia 2014      | Civic Auditorium, Glendale, Kalifornia, USA                       |                 |
| Zwycięstwo | 19-0   | Robert Frankel          | UD              | 8      | 26 kwietnia 2014     | Oceanview Pavilion, Port Hueneme, Kalifornia, USA                 |                 |
| Zwycięstwo | 18-0   | Johnnie Edwards         | TKO             | 2 (8), | 1 marca 2012         | Alamodome, San Antonio, Texas, USA                                |                 |
| Zwycięstwo | 17-0   | Emanuel Lopez           | KO              | 3 (10) | 21 grudnia 2013      | Casino Hipodromo Agua Caliente, Tijuana, Kalifornia Dolna, Meksyk |                 |
| Zwycięstwo | 16-0   | Luis Arceo              | TKO             | 3(6)   | 11 października 2013 | Thomas & Mack Center, Nevada, USA                                 |                 |
| Zwycięstwo | 15-0   | Ricardo Dominguez       | TKO             | 3 (8)  | 13 lipca 2013        | Forum Tecate, Kalifornia Dolna, Meksyk                            |                 |
| Zwycięstwo | 14-0   | Rodolfo Quintanilla     | TKO             | 5 (8)  | 24 listopada 2012    | Palenque del Hipódromo Caliente, Kalifornia Dolna, Meksyk         |                 |
| Zwycięstwo | 13-0   | Javier Gomez            | TKO             | 1 (8)  | 20 października 2012 | Plaza de Toros Calafia, Mexicali, Meksyk                          |                 |
| Zwycięstwo | 12-0   | Cristian Favela         | TKO             | 6 (8)  | 21 września 2012     | Mexicali, Kalifornia Dolna, Meksyk                                |                 |
| Zwycięstwo | 11-0   | Roberto Hernandez       | TKO             | 1 (8)  | 8 września 2012      | Hacienda Corral, San Felipe, Kalifornia Dolna, Meksyk             |                 |
| Zwycięstwo | 10-0   | Abraham Alvarez Osuna   | TKO             | 6 (8)  | 2 czerwca 2012       | El Foro, Kalifornia Dolna, Meksyk                                 |                 |
| Zwycięstwo | 9-0    | Sergio Joel De la Torre | TKO             | 2 (6)  | 16 marca 2012        | Quiet Cannon, Montebello, Kalifornia, USA                         |                 |
| Zwycięstwo | 8-0    | Luis Rey Campoa         | KO              | 1 (6)  | 10 grudnia 2011      | Plaza de Toros Calafia, Mexicali, Kalifornia Dolna, Meksyk        |                 |
| Zwycięstwo | 7-0    | Arron Robinson          | KO              | 1 (4)  | 23 września 2011     | Commerce Casino, Kalifornia, USA                                  |                 |
| Zwycięstwo | 6-0    | Yakub Shidaev           | UD              | 6 (6)  | 19 maja 2011         | Lakeside Golf Course, Burbank, Kalifornia, USA                    |                 |
| Zwycięstwo | 5-0    | Manuel Delcid           | UD              | 4 (4)  | 18 grudnia 2010      | Club 401, Kalifornia, USA                                         |                 |
| Zwycięstwo | 4-0    | Alejandro Alonso        | TKO             | 2 (4)  | 29 maja 2010         | Palenque del FEX, Mexicali, Kalifornia Dolna, Meksyk              |                 |
| Zwycięstwo | 3-0    | Manuel Ruiz             | TKO             | 1 (4)  | 7 maja 2010          | Centro Posada del Mar, San Felipe, Kalifornia Dolna, Meksyk       |                 |
| Zwycięstwo | 2-0    | Jesus Gonzalez          | KO              | 1 (4)  | 12 lutego 2010       | Gimnasio Municipal, Mexicali, Kalifornia Dolna, Meksyk            |                 |
| Zwycięstwo | 1-0    | Ignacio Mondragon       | KO              | 1 (4)  | 25 grudnia 2009      | Nido Sport Center, Mexicali, Kalifornia Dolna, Meksyk             | debiut zawodowy |

TKO – techniczny nokaut, KO – nokaut, UD – jednogłośna decyzja, SD- niejednogłośna decyzja, MD – decyzja większości, PTS – walka zakończona na punkty